# Loxocera pilipleura
Loxocera pilipleura är en tvåvingeart som beskrevs av Verbeke 1963. Loxocera pilipleura ingår i släktet Loxocera och familjen rotflugor.
Artens utbredningsområde är Tanzania. Inga underarter finns listade i Catalogue of Life.